# Ирина Дукиня
Ири́на Ду́киня или Ири́на Ду́кина (греч. Ειρήνη Δούκαινα; около 1066, Константинополь — 19 февраля 1123, Константинополь) — жена византийского императора Алексея I Комнина, мать его преемника — Иоанна и историка Анны Комнины.

## Происхождение
Родителями Ирины, рождённой в 1066 году были Андроник Дука и Мария Болгарская, внучка болгарского царя Ивана Владислава. Отец Ирины был племянником императора Константина X и кузеном Михаила VII Дуки Парапинака.

## Супружество
Ирина стала супругой Алексея Комнина в 1078 году, когда ей было 11 лет. Дуки поддержали её мужа в 1081 году, когда он свергнул императора Никифора III Вотаниата. Мать Алексея — Анна Далассина была врагом этого рода, и желала женитьбы своего сына на Марии Аланской, бывшей жене Парапинака и Вотаниата. Ирина не присутствовала на церемонии коронации, но Дуки с помощью патриарха Космы I смогли короновать её неделю спустя. Мать Алексея начинала терять своё влияние, и умерла спустя 20 лет; Мария была отправлена в монастырь.

## Борьба за престол
Иоанн был третьим ребёнком в семье Алексея I Комнина и Ирины Дукины, но одновременно являлся их первым сыном. Отец отдавал ему предпочтение и считал единственным достойным наследником, с сентября 1092 года Иоанн стал соправителем.
Это решение вызывало протест у Ирины Дукины, сына Андроника и дочери Анны Комнины, желавших сделать правителем супруга последней — Никифора Вриенния. Алексей не хотел ссориться с ними и в 1111 году даровал Никифору титул кесаря.

## Смерть мужа
Алексей долгие годы страдал от подагры, а в 1112 году перенёс сердечный приступ. В начале 1118 года здоровье императора сильно ухудшилось, и его отправили в Манганский дворец, где жила Ирина. Лечением больного занималось сразу трое врачей: Николай Калликл, Михаил Пантехни и евнух Михаил.
Дукиня решила поменять решение супруга о будущем наследнике и с этой целью не допускала Иоанна к больному. Также она называла собственного сына «безрассудным, изнеженным, легкомысленным и явно глупым». Алексей не желал перед смертью ругаться с собственной женой и по этому поводу сохранял молчание.
Вечером 15 августа, пережив очередной приступ, отец призвал к себе Иоанна. Неизвестно, по своей ли воле Алексей отдал ему перстень с императорской печатью, или сын просто украл его. Но ночью басилевс умер, и при поддержке брата Исаака Иоанн направился в церковь Святой Софии, где и был коронован константинопольским патриархом Иоанном IX.
После этого он направился в Большой дворец, чья стража начала требовать других доказательств императорской воли, кроме перстня Алексея. Сторонникам Иоанна пришлось сломать ворота, чтобы наследник престола обосновался во дворце, где был уверен в собственной безопасности, «держась его, как полипы держатся за камни». Из-за опасений за свою жизнь Иоанн не посетил похороны собственного отца, но отправил туда бывших с ним родных.

### Заговор Анны Комнины
Заговор против Иоанна был организован при участии Анны Комнины. Согласно плану, наёмные убийцы настигнут его во время ночёвки в столичном пригороде Филопатион. Однако сам Никифор забыл о заговоре и в решающий день остался дома. Иоанн весьма милосердно обошёлся со своими врагами: он забрал их имущество, чтобы впоследствии возвратить большую его часть. Анна и Ирина были отправлены в монастырь, а Никифор верно служил новому правителю.

## Семья
Ирина Дукиня в конце 1077 — начале 1078 года вышла замуж за представителя династии Комнинов Алексея.
Дети:
- Анна Комнина (01.12.1083 — 1153/55), с 1097 жена Никифора Вриенния Младшего (1062—1137), написавшая Алексиаду — жизнеописание дел своего отца;
- Мария Комнина (19.09.1085 — после 1136). 1-й муж — Григорий Гаврас, 2-й — Никифор Катакалон;
- Иоанн II Комнин (13.09.1087 — 08.04.1143), византийский император в 1118—1143 годах;
- Андроник Комнин (18.09.1091 — 1131), с 20.08.1104 был женат на Ирине, дочери князя Володаря Ростиславича Перемышльского;
- Исаак Комнин (16.01.1093 — 20.07.1152). Отец Андроника I Комнина, императора Византии в 1183—1185 гг.;
- Евдокия (14.01.1094 — 1130/31), с 1116 жена Михаила Лазитеса;
- Феодора Комнина (15.01.1096 — после 1124) — жена Константина Ангела (ок. 1090 — после 1166);
- Михаил (07.02.1097 — 16.05.1098);
- Зоя (04.03.1098 — 17.09.1098).

Кроме того, русскими источниками в связи с перенесением в Киев мощей святой Варвары Алексею приписывается дочь Варвара Комнина, будто бы ставшая женой великого князя киевского Святополка II (Михаила) Изяславича. В византийских источниках подобная персона не фигурирует.